# 萨兰
萨兰（荷蘭語：Salland，荷蘭語發音：[ˈsɑlɑnt]）是荷兰东部上艾瑟尔省的一个地区，位于艾瑟尔河以东、特文特地区以西，主要城镇为兹沃勒。